# Muquén
Muquén es una localidad del estado mexicano de Chiapas. Es parte del municipio de Chamula.

## Demografía
| Gráfica de evolución demográfica |
|                                  |

| Censo | Población |
| ----- | --------- |
| 1921  | 173       |
| 1930  | 329       |
| 1940  | 336       |
| 1950  | 396       |
| 1960  | 608       |
| 1970  | 1 074     |
| 1980  | 956       |
| 1990  | 1 015     |
| 2000  | 1 034     |
| 2010  | 1 480     |
| 2020  | 1 932     |